# Le Déjeuner en fourrure
Le Déjeuner en fourrure est une sculpture surréaliste de l'artiste suisse Meret Oppenheim, réalisée en 1936. Une photo de l'œuvre est visible sur la version anglaise de cet article Wikipedia.

## Historique
Meret Oppenheim arrive à Paris en 1932 et s'inscrit dans le mouvement surréaliste qui a commencé dans les années 1920 et qui exclut particulièrement les femmes, ou les considère seulement comme des muses ou des sujets. Oppenheim réussit alors à faire sa place en créant des œuvres originales. Les critiques ont parfois du mal à accepter qu'il s'agit d'une artiste femme et plusieurs l'ont désignée comme « Monsieur Oppenheim ».
L'idée de l'œuvre serait née à partir d'une conversation lors d'un déjeuner avec Dora Maar et Pablo Picasso. Montrant sur son poignet le bracelet en fourrure qu'elle avait confectionné à partir d'un tube de laiton recouvert de fourrure, ils imaginent que tout pouvait être recouvert de ce matériau. Meret Oppenheim aurait proposé « Même cette tasse et cette soucoupe », et poussé l'humour plus loin, criant : « Garçon, encore un peu de fourrure !". Elle réalise alors cet objet et le présente à l'exposition surréaliste d'objets du 22 au 29 mai 1936 à la galerie Charles Ratton. La même année, l'objet est exposé au Moma lors de l'expostion Fantastic Art Dada Surrealism organisée par Alfred H. Barr, Jr. L'œuvre est aussitôt achetée pour le musée et conservée depuis au Museum of Modern Art de New York.

## Description
Les objets manufacturés ainsi que les assemblages sont une pratique courante des surréalistes. Oppenheim s'en inspire pour Le déjeuner en fourrure. Il s'agit en effet d'une tasse, sa soucoupe et une petite cuillère recouvertes de fourrure de gazelle. La tasse est cachée, on peut seulement la deviner. L'artiste remet en question l'utilité initiale des objets du quotidien.
D'un autre côté, elle fait également appel aux sens. L'œuvre donne envie d'être touchée et boire dans cette tasse constituerait une expérience inédite et désagréable. Le déjeuner en fourrure a un aspect sensuel. À l'occasion de l'exposition Fantastic Art, Dada, Surrealism organisée au Moma en 1936-37, Alfred Barr écrit : « Ces dernières années, peu d'œuvres d'art ont autant capté l'imagination populaire.... Le "service à thé en fourrure" concrétise l'improbabilité la plus extrême, la plus bizarre. La tension et l'excitation provoquées par cet objet dans l'esprit de dizaines de milliers d'Américains se sont exprimées par la rage, le rire, le dégoût ou la joie. ».